# NGC 7629
NGC 7629 ist eine linsenförmige Galaxie vom Hubble-Typ S0 im Sternbild Fische  auf der Ekliptik. ie ist schätzungsweise 413 Millionen Lichtjahre von der Milchstraße entfernt und hat einen Durchmesser von etwa 120.000 Lichtjahren. 

Im selben Himmelsareal befinden sich u. a. die Galaxien NGC 7642 und IC 1482.
Entdeckt wurde das Objekt am 19. Oktober 1864 vom deutschen Astronomen Albert Marth.